# Emotion
Emotion (estilizado como E•MO•TION) es el tercer álbum de estudio de la cantante canadiense Carly Rae Jepsen. Fue lanzado el 24 de junio de 2015 en Japón y el 21 de agosto de 2015 en todo el mundo a través de 604 Records, School Boy e Interscope Records. Notándose una transición saliendo del "pop puro" (realizado en su anterior álbum, Kiss), Jepsen se inspiró en la música pop de la década de los 1980s y en algunos estilos alternativos. Ella trabajó con un equipo de colaboradores de indie pop como: Dev Hynes, Ariel Rechtshaid y Rostam Batmanglij.
Emotion recibió generalmente críticas positivas de críticos de música contemporánea, quienes colocaron al álbum entre los mejores del año 2015. A pesar de esto, el álbum no debutó de buena manera en todo el mundo, debutando en número dieciséis en la Billboard 200 con 16,153 ventas y número ocho en Canadá con 2600 copias vendidas. Aun así, Emotion fue un éxito en Japón donde fue estrenado dos meses antes que su estreno mundial, debutando en número ocho con 12,189 copias físicas vendidas y posteriormente siendo Oro certificado, superando 100 000 copias por el RIAJ.
El álbum estuvo precedido por la liberación de su sencillo líder, «I Really Like You», el cual logró ser top 5 en varios territorios que incluyen el Reino Unido y Japón. Este fue seguido de «Run Away with Me» y «Your Type». Jepsen embarcó su gira Gimmie Love Tour en promoción del álbum en noviembre de 2015, con una segunda parte que comenzó en febrero de 2016.

## Antecedentes
Siguiendo el repentino éxito en todo el mundo de «Call Me Maybe» en 2012, Jepsen encontró que la canción había venido "[esta] enorme, y descomunal cosa que realmente eclipsó el resto de nuestro proyecto". Jepsen lo vio como una oportunidad de reflejar y un paso atrás de la sobreexposición para descubrir qué dirección debía tomar con su álbum próximo. Ella se reunió con su compañía disquera y la administración después del The Summer Kiss Tour
Jepsen pasó tiempo buscando un "desvío" que llegó en la forma de una función de Broadway: " pensé, en lo asombroso que tenía que ser para tomar una vuelta a la izquierda, de alguna manera, y todavía vuelto a esto? [...] Pero 'vuelta izquierda'—no supe lo que aquel significado." Ella se acercó con los productores de Rodgers + Hammerstein's Cinderella para audicionar para el papel titular, y fue formalmente ofrecido después de audicionar en Los Ángeles y siendo ella llamada de vuelta en Nueva York. Jepsen pospuso la función para doce semanas de febrero de 2014 a junio de 2014, y durante este tiempo decidió manejar su propio A&R. Con ayuda del guitarrista Tavish Crowe, Jepsen empezó mandar correos electrónicos a artistas que admiraba para ver si estuvan interesados en colaborar, incluyendo a Tegan y Sara, Rostam Batmanglij de Vampire Weekend y Shellback.

## Composición y desarrollo
En junio de 2013, Jepsen dijo a Idolator  que ella ya estaba trabajando en su tercer álbum de estudio. Compartió que la grabación incorporaría música pop y folk, y usando a Robyn, La Roux, Kimbra y Dragonette como influencias para las sesiones de estudio. Confirmó que trabajó con sus productores pasados, Josh Ramsay, Ryan Stewart y Max Martin mientras que también por primera vez con Benny Blanco y Stargate. Estaba previsto ser liberado en el primer trimestre de 2014 pero fue pospuesto. Jepsen declaró que no apresuraría el álbum, tomando su tiempo para hacer seguro y de calidad.
Eternal Summer era el título previsto para el álbum, siendo este el título de una canción indie pop que después fue descartada de la producción.
Durante el proceso del álbum, se reveló que 250 canciones fueron compuestas. Jepsen anunció el título del álbum el 11 de abril de 2015 y liberó la carátula el 15 de abril . Mientras que el listado de las canciones oficiales se reveló el 2 de junio.

### Locaciones de grabación
Jepsen grabó el álbum en un gran número de estudios de grabación como: Wolf Cousins Studios (Estocolmo, Suecia), P.S. Studio (Estocolmo, Suecia), Kinglet Studios (Estocolmo, Suecia), Heavy Dunt Studios (Burbank, California), No Excuses Studio (Santa Mónica, California), Conway Recording Studios (Hollywood, California), Templebase Studios (Hollywood, California), United Recording  (Hollywood, California), Paramount Studios  (Hollywood, California), The Record Plant (Hollywood, California), Echo, Studio (Los Ángeles, California), MXM Studios (Los Ángeles, California), Venice Way Studios (Los Ángeles, California),  Rocket Carousel Studios  (Los Ángeles, California), Lounge Studios (Ciudad de Nueva York, Nueva York), Kustom Deluxe Studio  (Nashville, Tennessee), Monarch Studios (Vancouver, Columbia Británica).

## Promoción y lanzamiento
la promoción del álbum se inició con una presentación en vivo del sencillo líder, «I Really Like You» en el programa matutino estadounidense Good Morning America el 5 de marzo de 2015.
El 4 de abril de 2015, Jepsen, actuó «All That» en el programa Saturday Night Live.
El 1 de mayo de 2015, Jepsen presentó  «Run Away with Me», «E·MO·TION», «Your Type», «Black Heart» y «Gimmie Love», en un espectáculo en Pekín, China. En la fecha de lanzamiento de Emotion en Estados Unidos el 21 de agosto, Jepsen interpretó «Run Away with Me» en el programa Today. Durante su gira en Sudáfrica en octubre de 2015,  cantó «Run Away with Me» en el Idols South Africa.

### Sencillos

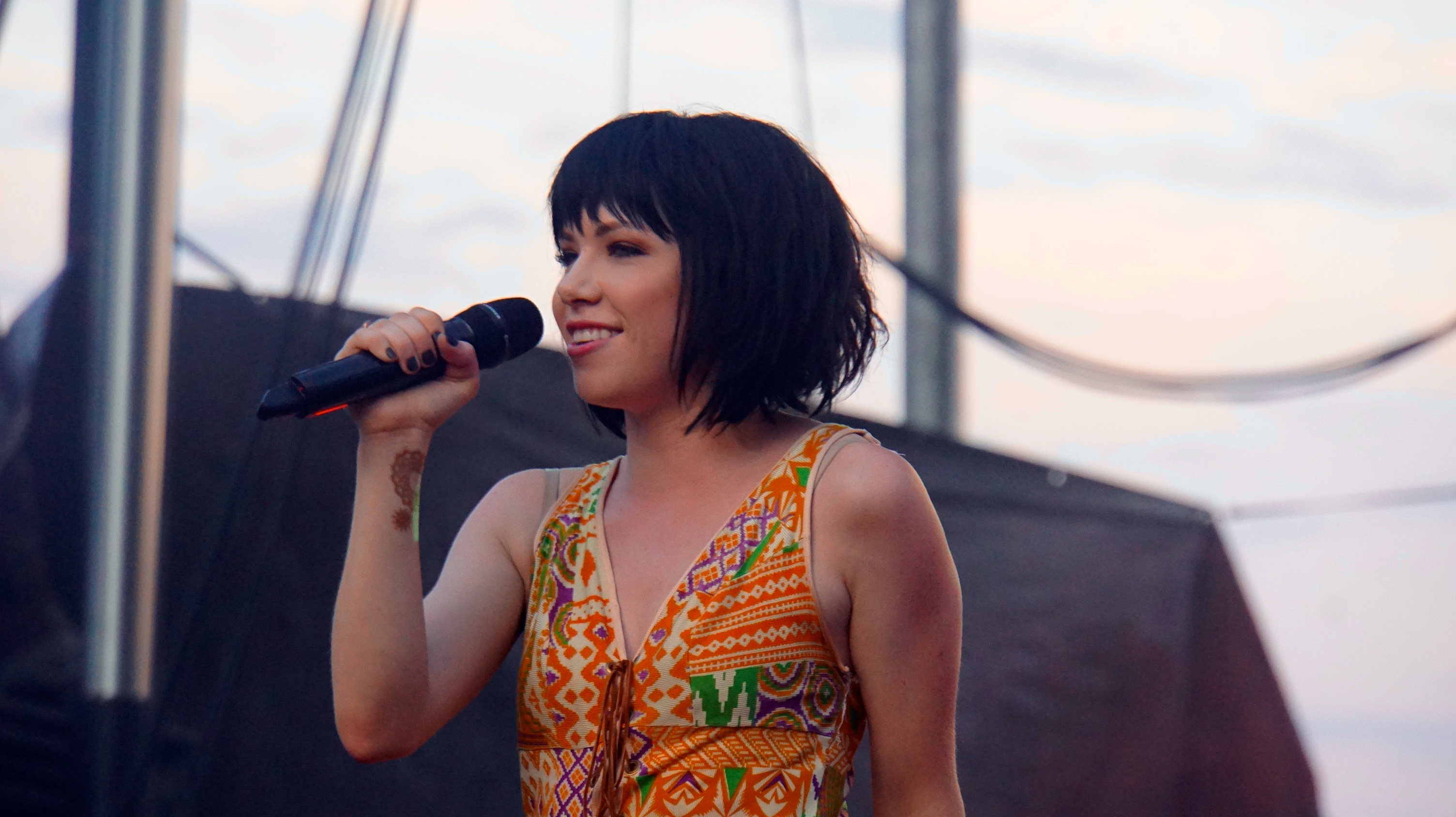
Jepsen en el Capital Pride en 2015, donde interpretó varias canciones de Emotion.

- El sencillo líder del álbum,«I Really Like You», fue lanzado en la iTunes Store el 2 de marzo de 2015.La canción se convirtió en un éxito comercial en todo el mundo, alcanzando el top 40 en Australia, Canadá, Japón y Países Bajos, logrando llegar al número 39 de la lista Hot 100 de Billboard en Estados Unidos, al número 3 en Irlanda y en la UK Singles Chart, y número 1 en la Scottish Singles Chart. El vídeo musical fue estrenado el 6 de marzo de 2015, presentando a Tom Hanks y Justin Bieber.
- «Run Away with Me» fue lanzado como el segundo sencillo del álbum el 17 de julio de 2015.[33][34] Su video musical se lanzó el 17 de julio de 2015 y dirigido por el novio de Carly, David Kalani Larkins. El vídeo se filmó en Tokio, Nueva York y París.[35]

La pista se estrenó en la radio Hit FM en España el 22 de junio de 2015.
- «Your Type» se relanzó como el tercer sencillo oficial el 9 de noviembre de 2015 (en Europa).[37] Un remix oficial se sacó el 11 de diciembre en Europa y Oceanía y en América del Norte fue el 18 de ese mismo mes.[38] Su video musical lo dirigió  Gia Coppola, estrenado el 3 de noviembre y muestra a Jepsen en una historia donde su personaje tiene fantasías acerca de convertirse en una estrella del pop.[39][40]

- «Boy Problems» sirvió como el cuarto sencillo del disco. El vídeo se liberó el 8 de abril de 2016.[41]

### Otras canciones
- «All That» estuvo disponible para adquirir el 5 de abril de 2015 como el primer sencillo promocional. La canción del mismo título del álbum, «E•MO•TION», fue estrenada el 3 de junio de 2015.[42][43] «Run Away with Me»y «Your Type» también se estrenaron en una estación de radio española con anterioridad a la liberación del álbum el 22 de junio de 2015. «Warm Blood» se anunció como el segundo sencillo promocional el 31 de julio de 2015, mientras que «Making the Most of the Night» como el tercero en agosto, «Your Type» se lanzó inicialmente como el cuarto sencillo promocional e 14 de agosto de 2015.[44]
- «When I'm Alone», una canción escrita y co-compuesto por Jepsen durante sesiones de grabación de Emotion, fue finalmente adquirida por SM Diversión y dada a la girl band de k-pop, f(x) para su álbum 4 Walls.[45]

## Rendimiento comercial
Emotion debutó en el número 16 en la lista Billboard 200 y duró cuatro semanas en el chart. En Canadá, el álbum debutó en número el puesto 8 con 2,600 copias vendidas en su primera semana. En Japón, el álbum debuó en número 8 con 12,189 copias físicas vendidas en su en primera semana. Debido a una promoción extendida, la Emotion vendió 65,200 copias adicionales en las siguientes tres semanas en Japón. El 2 de abril de 2016, Jepsen reveló vía Twitter que el álbum había sido certificado como oro por la Recording Industry Association of Japan, , vendiendo más de 100,000 copias allí, estas copias representaban sólo ventas físicas del álbum. El álbum entró a la UK Albums Chart el 25 de septiembre en el número 21 con 4,150 copias además de streaming.

## Lista de canciones
| Edición estándar |                                |                                                                                                 |                              |          |  |
| N.º              | Título                         | Escritor(es)                                                                                    | Productor(es)                | Duración |  |
| 1.               | «Run Away with Me»             | Carly Rae Jepsen Mattias Larsson Robin Fredriksson Karl Schuster Oscar Holter Jonnali Parmenius | Mattman & Robin Shellback    | 4:11     |  |
| 2.               | «E•MO•TION»                    | Jepsen Nate Campany Ben Romans Christopher J Baran                                              | Baran Romans                 | 3:17     |  |
| 3.               | «I Really Like You»            | Jepsen Jacob Kasher Peter Svensson                                                              | Svensson Jeff Halatrax       | 3:24     |  |
| 4.               | «Gimmie Love»                  | Jepsen Larsson Fredriksson                                                                      | Mattman & Robin              | 3:22     |  |
| 5.               | «All That»                     | Jepsen Ariel Rechtshaid Devonté Hynes                                                           | Rechtshaid Hynes             | 4:38     |  |
| 6.               | «Boy Problems»                 | Jepsen Sia Furler Greg Kurstin Tavish Crowe                                                     | Kurstin                      | 3:42     |  |
| 7.               | «Making the Most of the Night» | Furler Samuel Dixon Emre Ramazanoglu The Trinity Jepsen                                         | The High Street              | 3:58     |  |
| 8.               | «Your Type»                    | Jepsen Rami Yacoub Carl Falk Wayne Hector Crowe                                                 | Falk Yacoub                  | 3:19     |  |
| 9.               | «Let's Get Lost»               | Jepsen Baran Romans                                                                             | Baran Romans                 | 3:13     |  |
| 10.              | «LA Hallucinations»            | Zachary Gray Ajay Bhattacharyya Jepsen                                                          | Stint Gray                   | 3:04     |  |
| 11.              | «Warm Blood»                   | Jepsen Rostam Batmanglij Tino Zolfo Joe Cruz                                                    | Batmanglij                   | 4:13     |  |
| 12.              | «When I Needed You»            | Jepsen Rechtshaid Daniel Nigro Nate Campany Crowe                                               | Rechtshaid Nigro (adicional) | 3:41     |  |
| 44:02            |                                |                                                                                                 |                              |          |  |

| Edición deluxe |                                    |                                               |                 |          |  |
| N.º            | Título                             | Escritor(es)                                  | Producer(s)     | Duración |  |
| 13.            | «Black Heart»                      | Jepsen Greg Wells E. Kidd Bogart              | Wells           | 2:56     |  |
| 14.            | «I Didn't Just Come Here to Dance» | Jepsen Zolfo Cruz Lukas Loules Wouter Janssen | LULOU Janssen   | 3:39     |  |
| 15.            | «Favourite Colour»                 | Jepsen Larsson Fredriksson Crowe              | Mattman & Robin | 3:29     |  |
| 54:06          |                                    |                                               |                 |          |  |

| Target bonus tracks |                         |                                   |             |          |  |
| N.º                 | Título                  | Escritor(es)                      | Producer(s) | Duración |  |
| 16.                 | «Never Get to Hold You» | Jepsen Campany Kyle Shearer Crowe | Shearer     | 4:13     |  |
| 17.                 | «Love Again»            | Jepsen Baran Campany Crowe        | Baran       | 3:35     |  |
| 61:54               |                         |                                   |             |          |  |

| Japan bonus tracks |                                              |                        |                                          |          |  |
| N.º                | Título                                       | Escritor(es)           | Producer(s)                              | Duración |  |
| 18.                | «I Really Like You» (Liam Keegan Radio Edit) | Jepsen Kasher Svensson | Keegan (additional production and remix) | 3:09     |  |
| 65:03              |                                              |                        |                                          |          |  |

| Edición deluxe japonesa — DVD extra |                                               |          |  |
| N.º                                 | Título                                        | Duración |  |
| 1.                                  | «I Really Like You» (video musical)           | 3:30     |  |
| 2.                                  | «I Really Like You» (detrás de escenas)       | 4:23     |  |
| 3.                                  | «The Making Of E•MO•TION» (webisodio parte 1) | 0:52     |  |
| 4.                                  | «E•MO•TION - International EPK»               | 9:23     |  |

## Personal
Créditos según las notas de Emotion.

### Música
- Noonie Bao – coros (1)
- CJ Baran – todos los instrumentos (2, 9, 17)
- Rostam Batmanglij – teclados, piano (1)
- Ajay Bhattacharyya – sintetizadores (10)
- Peter Carlsson – solina (3)
- Samuel Dixon – guitarra eléctrica, guitarra acústica, bajo, sintetizadores (7)
- Carl Falk – instrumentos, guitarras (8)
- Ethan Farmer – bajo (5, 12)
- Wojtek Goral – saxofón (1)
- Oscar Görres – coros (1)
- Zachary Gray – bajo, sintetizadores (10)
- Jeff Halatrax – batería, sintetizadores, teclados, bajo (3)
- Svante Halldin – violín (4)
- Oscar Holter – coros (1)
- Devonté Hynes – guitarras (5)
- Wouter Janssen – todos los instrumentos (14)
- Carly Rae Jepsen – voz principal, coros (1)
- Jakob Jerlström – coros (1)
- Tommy King – teclados (12)
- Daniel Farrugia - teclados, piano (5)
- Greg Kurstin – bajo, batería, guitarra, teclados (6)
- Katerina Loules – coros (14)
- Lukas "Lulou" Loules – todos los instrumentos (14)
- Roger Manning, Jr. – sintetizadores (5)
- Mattman & Robin – coros, bajo, batería, percusión (1, 4, 15); guitarras (1, 4); vocoder, sintetizadores (15)
- Missy Modell – coros (3)
- Daniel Nigro – guitarra (12)
- Emre Ramazanoglu – sintetizadores, percusión, batería (7)
- Rami – instrumentos, bajo (8)
- Ariel Rechtshaid – sintetizadores, percusión (5)
- Sibel Redžep – coros (1)
- Ben Romans – todos los instrumentos (2, 9)
- Ludvig Söderberg – coros (1)
- Marlene Strand – coros (8)
- Peter Svensson – batería, sintetizadores, teclados, bajo, guitarra (3)
- Greg Wells – batería, sintetizadores (13)

### Producción
- Henrique Andrade – ingeniería asistencia (7)
- CJ Baran – producción, programación (2, 9, 17)
- Rostam Batmanglij – producción, ingeniería, programación de batería y sintetizador (11)
- Ajay Bhattacharyya – producción, grabación, programación de batería (10)
- Mikaelin 'Blue' Bluespruce – grabación (5)
- Mario Borgatta – asistencia de mezcla (10)
- Julian Burg – ingeniería (6)
- Martin Cooke – asistencia de ingeniería (10)
- Rich Costey – mezclando (10)
- Tom Coyne – masterización (1–4, 8)
- John DeBold – asistencia de ingeniería (5, 12)
- Samuel Dixon – programación (7)
- Micky Evelyn – asistencia de ingeniería (5)
- Eric Eylands – asistencia de ingeniería (3)
- Carl Falk – producción, programación (8)
- Nicholas Fournier – asistencia de ingeniería (10)
- Kyle Gaffney – asistencia de ingeniería (14)
- Chris Galland – asistencia en la mezcla (6, 12)
- Ghenea serbia – mezclando (1–4, 8)
- Zachary Gray – producción, grabación (10)
- Gene Grimaldi – dominando (6–7, 9–17)
- Josh Gudwin – producción vocal, grabación vocal (7)
- Jeff Halatrax – producción, ingeniería, programación (3)
- John Hanes – ingeniería de mezclas (1–4, 8)
- The High Street – producción (7)
- Devonté Hynes – producción, programación (5)
- Chris Kasych – ingeniería (11–12)
- Greg Kurstin – producción, ingeniería (6)
- Lukas "Lulou" Loules – producción, ingeniería, mezcla (14)
- Eric Madrid – mezclando (7, 13, 15)
- Manny Marroquin – mezclando (6, 12)
- Mattman y Robin – producción (1, 4, 15); programación (1, 15)
- Mitch McCarthy – mezclando (16–17)
- Scott Moore – ingeniería (4)
- Daniel Nigro – producción adicional, programación (pista 12)
- Robert Orton – mezclando (5, 11)
- Alex Pasco – ingeniería (6)
- Noah Passovoy – grabación vocal adicional (15)
- Emre Ramazanoglu – programación (7)
- Rami – producción, programación (8)
- Ariel Rechtshaid – producción, programación (5, 12); grabando (5); ingeniería, programación de batería (12)
- Ben Romans – producción, programación (2, 9)
- Wired Masters – masterizacion (14)

### Negocios
- Scott «Scooter» Braun - producción ejecutiva, A&R, gestión
- Greg Carr - coordinación de marketing
- Lisa DiAngelo - publicidad
- John Ehmann - A&R
- David Gray - A&R
- Pamela Gurley - representación legal
- Brad Haugen - marketing, dirección creativa
- Laura Hess - dirección, marketing
- Dyana Kass - marketing
- Allison Kaye - gestión
- Steve Kopec - dirección
- Evan Lamberg - A&R
- Kenny Meiselas - representación legal
- Katherine Neiss - coordinación A&R
- Olivia Zaro - A&R

### Packaging
- Jessica Severn - dirección artística y diseño
- Karla Welch - estilismo
- Matthew Welch - fotografía

## Listas

### Listas semanales
| Lista (2015)                       | Posición más alta |
| ---------------------------------- | ----------------- |
| Australia (ARIA)                   | 37                |
| Bélgica (Ultratop Flanders)        | 59                |
| Bélgica (Ultratop Wallonia)        | 54                |
| Canadá (Billboard Canadian Albums) | 8                 |
| Países Bajos (MegaCharts)          | 68                |
| Alemania (Offizielle Top 100)      | 73                |
| Irlanda (IRMA)                     | 29                |
| Japón (Oricon)                     | 8                 |
| Nueva Zelanda (Recorded Music NZ)  | 35                |
| Corea del Sur (Gaon)               | 65                |
| España (PROMUSICAE)                | 45                |
| Suiza (Schweizer Hitparade)        | 93                |
| Taiwán (Five Music)                | 1                 |
| Reino Unido (UK Albums Chart)      | 21                |
| Estados Unidos (Billboard 200)     | 16                |

### Listas de fin de año
| Publicación/crítico  | Lista                                             | Posición | Ref.   |
| -------------------- | ------------------------------------------------- | -------- | ------ |
| Entertainment Weekly | Los Mejores 40 Álbumes de 2015                    | 2        | [ 63 ] |
| People               | Los Mejores 10 Álbumes de 2015                    | 2        | [ 64 ] |
| Stereogum            | Los 50 Álbumes Mejores de 2015                    | 3        | [ 65 ] |
| Vice                 | Los Mejores 50 Álbumes de 2015                    | 3        | [ 66 ] |
| The Village Voice    | 2015 Pazz & Jop Critics' Poll                     | 3        | [ 67 ] |
| Time                 | Los Mejores 10 Álbumes                            | 4        | [ 68 ] |
| Spin                 | Los 25 Mejores álbumes pop de 2015                | 4        | [ 69 ] |
| Spin                 | Los Mejores 50 Álbumes de 2015                    | 22       | [ 70 ] |
| Rolling Stone        | Los Mejores 20 Álbumes de 2015                    | 7        | [ 71 ] |
| Rolling Stone        | Los 50 Álbumes Mejores de 2015                    | 48       | [ 72 ] |
| Slant Magazine       | Los 25 Álbumes Mejores de 2015                    | 12       | [ 73 ] |
| The Guardian         | Álbumes mejores de 2015                           | 19       | [ 74 ] |
| Billboard            | 25 Álbumes Mejores de 2015                        | 24       | [ 75 ] |
| Consequence of Sound | Los 50 Álbumes Mejores de 2015                    | 24       | [ 76 ] |
| Pitchfork Media      | Los 50 Álbumes Mejores de 2015                    | 34       | [ 77 ] |
| NME                  | NME Álbumes del Año 2015                          | 36       | [ 78 ] |
| Complex              | Los Álbumes Mejores de 2015                       | 41       | [ 79 ] |
| NPR                  | NPR Los 50 Álbumes Favoritos de la música de 2015 | N/Un     | [ 80 ] |
| Brooklyn Magazine    | Álbumes mejores del Año                           | N/Un     | [ 81 ] |

## Historial de lanzamiento
| Región    | Dato                     | Edición         | Formato                     | Compañía                              | Ref.          |
| --------- | ------------------------ | --------------- | --------------------------- | ------------------------------------- | ------------- |
| Japan     | 24 de junio de 2015      | Standard Deluxe | CD, descarga digital, vinyl | 604, School Boy, Interscope Universal | -             |
| Worldwide | 21 de agosto de 2015     | Standard Deluxe | CD, descarga digital, vinyl | 604, School Boy, Interscope Universal | [ 82 ]        |
| Europe    | 18 de septiembre de 2015 | Standard Deluxe | CD, descarga digital, vinyl | 604, School Boy, Interscope Universal | [ 83 ] [ 84 ] |